# クリス・チオーザ
クリストファー・ザビエル・チオーザ（Chris Chiozza、1995年11月21日-  ）は、アメリカ人プロバスケットボール選手。

## 来歴

### 欧州でのキャリア(2023-)

#### スペイン(2023-2024)
2023年4月5日、UCAMムルシアCBとの契約が発表された。リーガACBでは8試合に出場し、1試合平均23.9分の出場で、9.9得点、3.5リバウンド、5.4アシストという成績を残した。
2023年11月1日、ユーロリーグとリーガACBに所属するサスキ・バスコニアへの加入が発表された。リーガACBでは21試合に出場し、1試合平均11.6分の出場で、3.6得点、2.6アシスト、1.2リバウンド、ユーロリーグでは26試合に出場し、1試合平均10.3分の出場で、1.9得点、2.4アシスト、1.0リバウンドという成績を残した。2024年6月25日、バスコニアからの退団が発表された。

#### トルコ(2024-)
2024年10月27日、BCLとBSLに所属するマニサ・バスケットへの加入が発表された。BSLでは25試合に出場し、1試合平均24.2分の出場で、8.6得点、5.8アシスト、2.6リバウンド、2.0ターンオーバー、1.1スティール、スリーポイント成功率39.6パーセント、フリースロー成功率92.9パーセント、BCLでは11試合に出場し、1試合平均22.2分の出場で、7.3得点、4.6アシスト、3.2リバウンド、スリーポイント成功率36.7パーセント、フリースロー成功率57.1パーセントという成績を残した。
2025年8月9日、BSLに所属するカルシュヤカSKへの加入が発表された。